# La Celia Aritha Prince
La Celia Aritha Prince (Kingstown, San Vicente y las Granadinas, 1977) es una diplomática sanvicentina. El 30 de mayo de 2008 asumió el cargo como embajadora de San Vicente y las Granadinas ante los Estados Unidos, siendo la embajadora más joven del cuerpo diplomático de Washington.

## Educación
Prince se graduó en derecho en la Universidad de las Indias Occidentales en 1999 y obtuvo su certificado de educación jurídica en la Facultad de Derecho Hugh Wooding, obteniendo el título de abogada en 2001.

## Carrera
Empezó su carrera ejerciendo como abogada y procuradora en San Vicente y las Granadinas antes de cursar un máster en derecho en la Universidad de Cambridge. En 2003, Prince obtuvo una beca en negociaciones comerciales multilaterales y fue asignada a la delegación de CARICOM en la Secretaría del Área de Libre Comercio de las Américas en Puebla, México, y durante un breve periodo en la Organización Mundial del Comercio en Ginebra, Suiza.
En septiembre de 2005 comenzó a trabajar en Washington como ministra consejera en la Embajada de San Vicente y las Granadinas y representante suplente ante la Organización de Estados Americanos, sucediendo a Fitzgerald Bramble como jefa de misión adjunta.
En julio de 2016 Prince dimitió como embajadora y se incorporó a la Organización de Estados Americanos.